# Marjana Beza

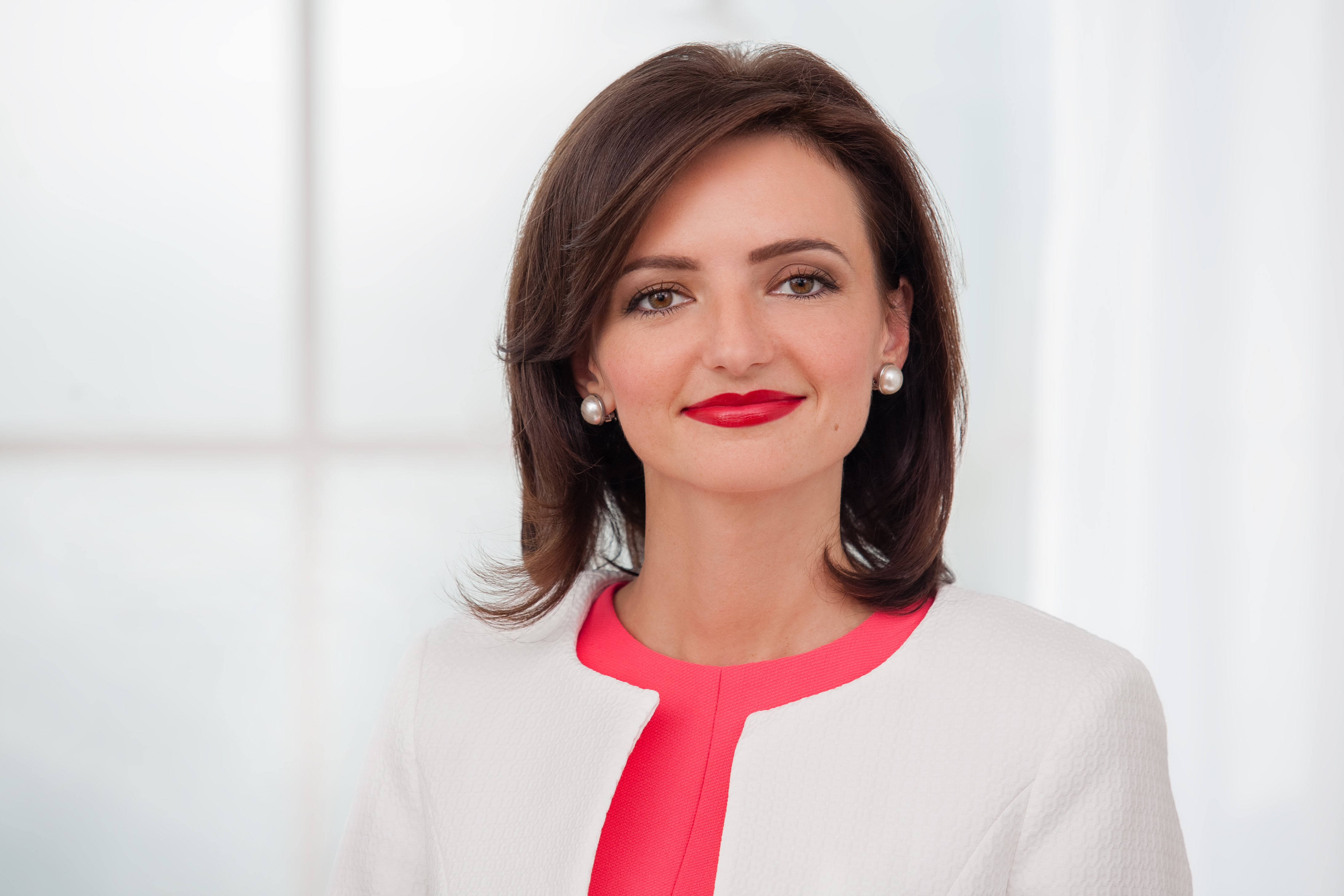
Marjana Beza (2005)

Marjana Oleksandriwna Beza (ukrainisch Мар'яна Олександрівна Беца; * 1. Januar 1978 in Kiew, Ukrainische SSR, Sowjetunion) ist eine ukrainische Diplomatin und Botschafterin. Sie ist seit Dezember 2016 Botschafterin der Ukraine in Estland. Von 2015 bis 2018 war sie Sprecherin des Außenministeriums.

## Berufsweg
Marjana Beza absolvierte von 1994 bis 1999 ein Masterstudium des Internationalen Öffentlichen Rechts am Institut für Internationale Beziehungen der Nationalen Taras-Schewtschenko-Universität Kiew. Sie ist Dolmetscherin der englischen Sprache und besuchte 2003 und 2010 Kurse der Diplomatischen Akademien in London und Indonesien. Weitere Zertifikate für Diplomatie erhielt sie bis 2016 in Bulgarien, in den Vereinigten Staaten und am Clingendael-Institut in Den Haag, Niederlande.
Beza trat als Attaché in den diplomatischen Dienst der Ukraine an und war von 2001 bis 2005 in der Abteilung für internationale rechtliche Zusammenarbeit in der Generaldirektion Recht im Außenministerium tätig. Über den Rang eines Dritten Sekretärs stieg sie zur Zweiten Sekretärin auf. Von Februar 2005 bis Juni 2009 wechselte Beza zur Botschaft der Ukraine im Königreich der Niederlande, wo sie die Beförderung zur Ersten Sekretärin erhielt.
Beza kehrte an das Außenministerium zurück, wo sie zuletzt als Botschaftsrätin die Abteilung für internationales Recht leitete. Im Oktober 2012 ging sie bis Juli 2015 an die Ständige Vertretung der Ukraine bei den internationalen Organisationen in Wien, wo sie für den Bereich der OSZE verantwortlich war. Beza wechselte anschließend in die Generaldirektion Politik des Außenministeriums, wo sie nach der Leitung der Abteilung für Informationspolitik im Juni 2016 Leiterin der gesamten Informationsabteilung und im Oktober 2017 stellvertretende Generaldirektorin wurde.
In dieser Zeit war Marjana Beza von Juli 2015 bis November 2018 Sprecherin des Außenministeriums. Am 12. Dezember 2018 wurde sie zur außerordentlichen und bevollmächtigten Botschafterin der Ukraine in Estland akkreditiert. Beza ist gegenwärtig Gesandtin im Ministerrang. Ihre Nachfolgerin als Sprecherin wurde Kateryna Selenko.
Beza spricht neben Ukrainisch auch Englisch, Russisch und Französisch. Sie ist verheiratet.